# Antek Smykiewicz
Antoni Smykiewicz (ur. 12 lipca 1987 w Warszawie) – polski piosenkarz, autor tekstów i kompozytor.

## Życiorys
Jego matka jako nastolatka śpiewała w Operetce Warszawskiej, a ojciec jest fotografem. Ma dziewięcioro rodzeństwa: czterech braci (Tadeusza, Łukasza, Karola, Pawła) i pięć sióstr (Katarzynę, Agnieszkę, Paulinę, Dorotę, Klarę). Uczęszczał do szkoły muzycznej w klasie akordeonu.
W 2010 został wokalistą w zespole Ściana Wschodnia, którego był współzałożycielem. W tym samym roku wygrał ogólnopolski festiwal karaoke, III Karaoke MAXXX Festiwal w Opolu, zorganizowany przez radio RMF Maxxx. Brał udział w telewizyjnych konkursach talentów: The Voice of Poland (2011) i Must Be the Music. Tylko muzyka (2014).
Jesienią 2014 podpisał kontrakt z wytwórnią Universal Music Polska. W 2015 wydał debiutancki singel „Pomimo burz” autorstwa Marka Kościkiewicza. Piosenka stała się przebojem, trafiając na pierwsze miejsce na liście AirPlay najczęściej odtwarzanych utworów w polskich rozgłośniach radiowych. Za utwór uzyskał status diamentowego singla za sprzedaż w nakładzie przekraczającym 100 tys. kopii w Polsce. 31 grudnia był jedną z gwiazd występujących podczas koncertu sylwestrowego TVN w Krakowie. Na początku 2016 wydał singel „Limit szans”, który napisał z Przemysławem Pukiem i Sarsą. Z piosenką dotarł do 21. miejsca na liście AirPlay. 6 maja wydał debiutancki album studyjny pt. Nasz film i uzyskał status złotej płyty. Z piosenką „Pomimo burz” wystąpił w konkursie „Radiowy przebój roku” w ramach Polsat SuperHit Festiwalu i konkursie „Debiuty” podczas 53. Krajowego Festiwalu Piosenki Polskiej w Opolu. 21 października wydał reedycję debiutanckiego albumu, który wzbogacił o sześć premierowych utworów oraz akustyczne wersje singli „Pomimo burz” i „Limit szans”. Następnie wydał single: „Na nowo” i „Wspólny czas”.
W 2018 uczestniczył w ósmej edycji programu rozrywkowego Polsatu Dancing with the Stars. Taniec z gwiazdami, a w 2019 zajął czwarte miejsce w finale 11. edycji programu rozrywkowego Polsatu Twoja twarz brzmi znajomo. W latach 2018–2020 wydał single: „Neony”, „Hasztag” i „Jak wiatr”, „Ot tak”. W 2020 rozwiązał kontrakt płytowy z Universal Music Polska.

### Życie prywatne
Jest żonaty z Justyną Kapciak.

## Dyskografia

### Albumy studyjne
| Rok  | Dane dot. albumu                                                                                                | Certyfikat         | Sprzedaż       |
| ---- | --- | ------------------ | -------------- |
| 2016 | Nasz film - Wydany: 6 maja 2016 - Wytwórnia: Universal Music Polska - Format: CD, digital download              | - POL: złota płyta | - POL: 15 000+ |
| 2020 | Wigilia - Wydany: 2 grudnia 2020 - Wytwórnia: YouRecords (dystrybutor: e-Muzyka) - Format: CD, digital download |                    |                |

### Single
| Rok                                                      | Tytuł                           | Najwyższe pozycje na listach | Najwyższe pozycje na listach | Certyfikat              | Sprzedaż        | Album                  |
| Rok                                                      | Tytuł                           | POL (airplay)                | POL (airplay nowości)        | Certyfikat              | Sprzedaż        | Album                  |
| -------------------------------------------------------- | ------------------------------- | ---------------------------- | ---------------------------- | ----------------------- | --------------- | ---------------------- |
| 2015                                                     | „Pomimo burz”                   | 1                            | 4                            | - POL: diamentowa płyta | - POL: 100 000+ | Nasz film (+ reedycja) |
| 2016                                                     | „Limit szans”                   | 21                           | 3                            | - POL: złota płyta      | - POL: 10 000+  | Nasz film (+ reedycja) |
| 2016                                                     | „Jak sen”                       | 25                           | 1                            |                         |                 | Nasz film (+ reedycja) |
| 2016                                                     | „Cud”                           | 17                           | 5                            |                         |                 | Nasz film (+ reedycja) |
| 2017                                                     | „Już nie Ty”                    | 83                           | 4                            |                         |                 | Nasz film (+ reedycja) |
| 2017                                                     | „Na nowo”                       | 85                           | 3                            |                         |                 | Wigilia                |
| 2018                                                     | „Wspólny czas”                  | –                            | –                            |                         |                 | –                      |
| 2019                                                     | „Neony”                         | –                            | –                            |                         |                 | –                      |
| 2019                                                     | „Hasztag”                       | –                            | –                            |                         |                 | –                      |
| 2020                                                     | „Jak wiatr”                     | –                            | –                            |                         |                 | –                      |
| 2020                                                     | „Ot tak”                        | –                            | –                            |                         |                 | –                      |
| 2020                                                     | „Wigilia 2020”                  | –                            | –                            |                         |                 | Wigilia                |
| 2021                                                     | „Nie pieprz, nie sól”           | –                            | –                            |                         |                 | –                      |
| 2021                                                     | „Choćby mówili” (oraz Sadowsky) | –                            | –                            |                         |                 | –                      |
| 2021                                                     | „Na gwiazdkę” (oraz Sadowsky)   | –                            | –                            |                         |                 | Wigilia (+ reedycja)   |
| 2022                                                     | „Nie pytaj” (oraz Lika)         | –                            | –                            |                         |                 | –                      |
| „–” oznacza, że singel nie był notowany na danej liście. |                                 |                              |                              |                         |                 |                        |

### Z gościnnym udziałem
| Rok                                                      | Tytuł                                                     | Najwyższe pozycje na listach | Najwyższe pozycje na listach | Album            |
| Rok                                                      | Tytuł                                                     | POL (airplay)                | POL (airplay nowości)        | Album            |
| -------------------------------------------------------- | --------------------------------------------------------- | ---------------------------- | ---------------------------- | ---------------- |
| 2017                                                     | „Biegnę” (Monika Lewczuk, gościnnie: Antek Smykiewicz)    | 24                           | 2                            | #1               |
| 2020                                                     | „Poranna” (Karo Szczurowska, gościnnie: Antek Smykiewicz) | –                            | –                            | Karo Szczurowska |
| 2021                                                     | „Carpe diem” (Chucho, gościnnie: Antek Smykiewicz)        | –                            | –                            | –                |
| „–” oznacza, że singel nie był notowany na danej liście. |                                                           |                              |                              |                  |

### Pozostałe utwory
| Rok                                                     | Tytuł | Najwyższa pozycja na liście | Album               |
| Rok                                                     | Tytuł | POL (airplay)               | Album               |
| ------------------------------------------------------- | --- | --------------------------- | ------------------- |
| 2014                                                    | „Raj będzie nasz” (Tomasz Lubert, gościnnie: Nika, Marcin Spenner, Antek Smykiewicz)                      | –                           | Z miłości do muzyki |
| 2015                                                    | „Ten zimowy czas” (oraz Siemacha)                                                                         | 94                          | Gwiazdy po kolędzie |
| 2015                                                    | „Gdy się Chrystus rodzi” (oraz Margaret, Rafał Brzozowski, Sarsa, Kasia Popowska, Pamela Stone, Siemacha) | –                           | Gwiazdy po kolędzie |
| „–” oznacza, że utwór nie był notowany na danej liście. | |                             |                     |

## Nagrody i nominacje
| Rok  | Nagroda                       | Kategoria                            | Rezultat  |
| ---- | ----------------------------- | ------------------------------------ | --------- |
| 2016 | Polsat SuperHit Festiwal 2016 | Radiowy przebój roku („Pomimo burz”) | Nominacja |
| 2016 | 53. KFPP w Opolu              | Debiuty („Pomimo burz”)              | Nominacja |
| 2016 | Eska Music Awards 2016        | Najlepszy artysta                    | Nominacja |
| 2016 | Eska Music Awards 2016        | Najlepszy hit („Pomimo burz”)        | Nominacja |
| 2016 | Eska Music Awards 2016        | Najlepszy radiowy debiut             | Wygrana   |